# Christine Spielberg
Christine Spielberg (ur. 21 grudnia 1941 w Niederlungwitz, części Glauchau) – niemiecka lekkoatletka, dyskobolka, mistrzyni Europy z 1966. W czasie swojej kariery reprezentowała Niemiecką Republikę Demokratyczną.
Zdobyła złoty medal w rzucie dyskiem na mistrzostwach Europy w 1966 w Budapeszcie, ustanawiając wynikiem 57,76 rekord mistrzostw Europy.
26 maja 1968 w Regis-Breitingen ustanowiła rekord świata rzutem na odległość 61,64 m. Utraciła ten rekord niespełna dwa miesiące później na rzecz Liesel Westermann. 
Na igrzyskach olimpijskich w 1968 w Meksyku zajęła 7. miejsce w finale. Zajęła 8. miejsce na mistrzostwach Europy w 1971 w Helsinkach.
Nigdy nie zdobyła mistrzostwa NRD w rzucie dyskiem. Była wicemistrzynią w 1968, 1971 i 1972 oraz brązową medalistką w 1966 i 1967. 